# Нойлинген
Нойлинген (нем. Neulingen) — община в Германии, в земле Баден-Вюртемберг. 
Подчиняется административному округу Карлсруэ. Входит в состав района Энц.  Население составляет 6615 человек (на 31 декабря 2010 года). Занимает площадь 23,20 км².